# 四氢-1,3-𫫇嗪
四氢-1,3-𫫇嗪是一种有机化合物，化学式为C4H9NO，它是吗啉的同分异构体。它可以3-氨基丙醇和甲醛为原料反应制得。它和4-氯重氮苯盐反应，可以得到3-(4-氯苯偶氮基)-四氢-1,3-𫫇嗪。